# 印度管理研究所邦加羅爾分校

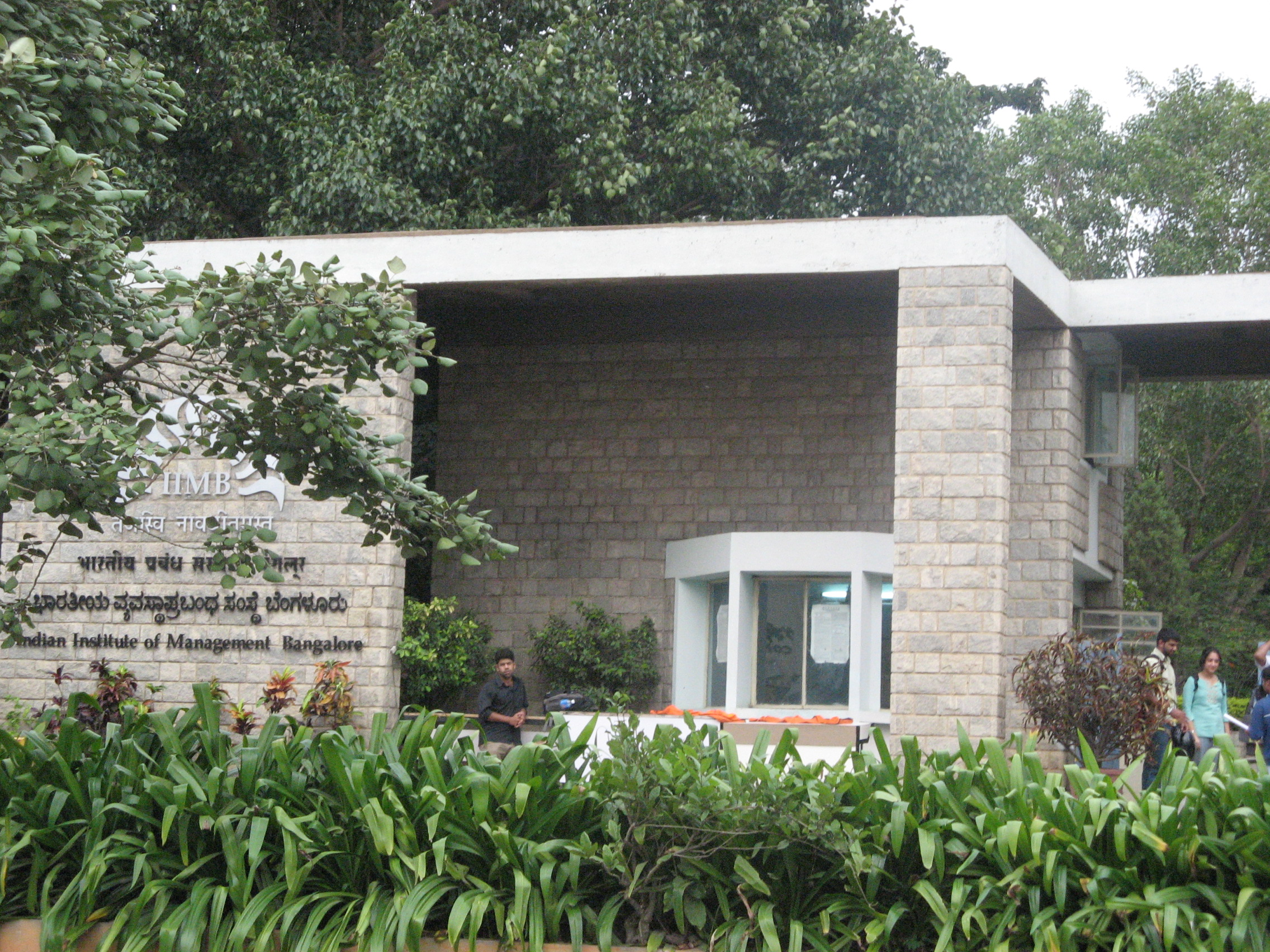
班加罗尔印度管理学院 - 班纳加塔路正门

隨著印度管理研究所（IIM）在加爾各答、艾哈迈达巴德二所分校辦學的成功，1973年印度政府因應教育需求於邦加羅爾創設IIM邦加羅爾分校，以軟體科技公司和公共政策的管理為招生主軸。邦加羅爾分校目前正主導一項為期一年課程密集的高階碩士後學位（E-PGP）予具有厚實工作經驗的考生進修。
該校經常於亞洲頂尖商學院的排名中名列前矛，由於考生人數甚眾，錄取率一般在0.2%。
邦加羅爾分校有學生交換計劃與學子前往加州大學洛杉磯分校安德森管理學院、奥托贝森管理研究院、倫敦商學院等以拓展管理學的視野。該校目前亦屬以歐、亞二洲頂尖學府為成員的「LAOTSE」校際聯盟。

## 相关
印度电影《三傻大闹宝莱坞》主要在该校取景拍摄。

## 外部連結
- 印度人力資源發展部
- IIM 邦加羅爾分校